# 2-й Капітульний провулок (Житомир)
2-й Капітульний провулок  — провулок в Богунському районі Житомира. Історичний соціально-виробничий топонім: землі, що зараз під провулком, раніше належали капітулі Житомирської дієцезії римсько-католицької церкви.

## Розташування
Пролягає в місцевості Сінний Ринок.

## Історія
Почав формуватися на початку ХХ століття. Провулок сформувався до Другої світової війни на землях, що до більшовицького перевороту належали капітулі.
Історична назва — провулок 2-й Капітульний. Відома також назва Чесько-Крошенський провулок, оскільки до 1950-х років межа села Чеська Крошня пролягала вздовж провулка. З 1949 до 2016 року називався 3-й провулок Щорса.
Відповідно до розпорядження Житомирського міського голови від 19 лютого 2016 року № 112 «Про перейменування топонімічних об'єктів та демонтаж пам'ятних знаків у м. Житомирі», перейменований на 2-й Капітульний провулок.